# 4-я пехотная дивизия (США)
4-я пехотная дивизия (англ. 4th Infantry Division) — воинское соединение Армии США, базирующаяся в Форт-Карсоне, Колорадо. Прозвище — «Плющевая дивизия» (Ivy Division).
Официальное прозвище 4-й пехотной дивизии «Плющ» — игра слов римской цифры IV или 4. Листья плюща символизируют упорство и верность, которые являются основой девиза дивизии: «Стойкий и верный». Второе прозвище «Железный конь» было принято, чтобы подчеркнуть скорость и мощь дивизии и ее солдат.

## История
10 декабря 1917 года, в тот же год, когда Америка вступила в Первую мировую войну, 4-я дивизия Американских экспедиционных сил была организована в Кэмп-Грине, Северная Каролина, чтобы начать свою долгую традицию служения нации. Заполненная призывниками, 4-я дивизия, эмблема которой была принята её первым командиром генерал-майором Джорджем Х. Камероном, стала известна как дивизия «Плющ»: её эмблема состояла из четырёх зелёных листьев плюща на фоне цвета хаки. Дивизия также получила свое цифровое обозначение от римской цифры IV; отсюда и прозвище «Ivy» («Плющевая») дивизия, если читать римскую цифру как буквы. Девиз соединения — «стойкий и верный», описывал солдата «Железного коня» на протяжении почти 100 лет.
К июню 1918 года вся дивизия прибыла во Францию, и прежде чем вступить в бой в июле в ходе наступления на Эне — Марне, 4-я дивизия с отличием сражалась по всей Франции и получила высокую оценку за свои героические усилия во время Сен-Миельской и Мёз-Аргоннской кампаний. Находилась в составе 1-й армии генерала Першинга. После подписания перемирия 11 ноября дивизия перешла на обслуживание французского и британского секторов, а также всех корпусов американского сектора и первой преодолела линию Гинденбурга. В 1921 году расформирована.
4-я пехотная дивизия была вновь сформирована в 1 июня 1940 года в Форт-Беннинге, Джорджия под командованием генерал-майора Уолтера Проссера и сразу же начала подготовку к войне. Участвовала в боях на Западноевропейском театре военных действий (1944—1945). Отправленная в Англию в январе 1944 года для амфибийной подготовки перед Днем Д, дивизия «Плющ» первой высадилась на берег, высадившись на пляже Юта 6 июня 1944 года. После успешной высадки и прорыва из Нормандии 4-я дивизия ворвалась в Иль-де-Франс и освободила Париж. Затем дивизия переместилась в Люксембург, где 4-я пехотная дивизия стала первой в США, чьи солдаты прорвали линию Зигфрида и вошли в Германию. 4-я пехотная дивизия двинулась на север, чтобы противостоять врагу в кровавом Хюртгенском лесу, и после нескольких недель жестоких боёв вернулась в Люксембург для участия в Арденнской операции. 4-я пехотная дивизия остановила продвижение противника в декабре, перешла в наступление и атаковала Рейн и восточную Германию весной 1945 года. Состав: 8, 12, 22-й пехотные полки; 20-й (сред.), 29, 42, 44-й (лёг.) артиллерийские батальоны. Командиры: генерал-майор Реймонд О. Бартон (июль 1942 — декабрь 1944); генерал-майор Гарольд У. Блейкли (декабрь 1944 — ?). В 1946 году расформирована.
В 1947—1950 годах была воссоздана в качестве учебного подразделения. С октября 1950 года переформирована в полноценное подразделение, 1951—1956 гг. дислоцировалась в Западной Германии. С 1956 года размещена в Форт-Льюис, Вашингтон.
4-я дивизия была вновь призвана в бой осенью 1965 года и направлена во Вьетнам. В 1966—1970 годах участвовала во Вьетнамской войне, действуя в основном вдоль границы с Камбоджей в провинциях Контум и Плейку. Дивизии была предоставлена под контроль большая территория Центрального нагорья, и вскоре в Плейку был создан базовый лагерь. В течение следующих четырех лет 4-я пехотная дивизия вела жестокие бои с противником, выполняя задачи по поиску и уничтожению, а также постоянное патрулирование для защиты отведенной им территории. Они ликвидировали вражеские вторжения, двигаясь по тропе Хо Ши Мина через Камбоджу и Лаос. Когда дивизия покинула Вьетнам в конце 1970 года, она получила 11 знаков отличия за участие в боевых действиях, а 12 солдат были награждены Медалью Почёта.
4-я пехотная дивизия вернулась к боевым действиям в 2003 году в поддержку операции «Иракская свобода» и в течение следующих восьми лет неоднократно перебрасывалась в другие страны. Должна была открыть северный фронт во время вторжения в марте, но не успела принять участия в активных боевых действиях из-за отказа парламента Турции дать разрешение на использование турецкой территории. После прибытия в апреле 2003 года дивизия создала оперативную группу «Железный конь» в Тикрите и вступила в бой с противником к северу от Багдада. В декабре 2003 года 4-я дивизия вместе с силами специальных операций захватила Саддама Хусейна. Штаб 4-й пехотной дивизии возвращался в 2003—2004 и 2005—2007 годах для командования многонациональной дивизией в Багдаде, а бригады дивизии также неоднократно участвовали в военных действиях. Во время службы в Ираке солдаты «Железного коня» совмещали агрессивные операции по устранению угроз с масштабными проектами по восстановлению и сложными программами обучения. Дивизия «Железный конь» была развёрнута в качестве командования МНД-Север в поддержку операции «Новый рассвет» в 2010 году.
После атаки Аль-Каиды 11 сентября 2001 года Армия США вторглась в Афганистан в 2001 году для поиска и уничтожения Аль-Каиды, её сторонников и её лидера Усамы бен Ладена. Эта операция получила название «Несокрушимая свобода» и была направлена на уничтожение организации «Талибан», которая поддерживала «Аль-Каиду» и практиковала внутренний терроризм против народа Афганистана.
24 июня 2013 года дивизия «Железный конь» вновь зачехлила своё знамя, символизируя начало годичной командировки штаба и штабного батальона в Афганистан в поддержку операции «Несокрушимая свобода». Дивизия развернула часть своего штаба для поддержки Регионального командования «Юг» Международных сил содействия безопасности НАТО в его миссии по поддержке и предоставлению возможности Национальным силам безопасности Афганистана проводить операции по обеспечению безопасности и создавать необходимые условия для содействия экономическому развитию и управлению в провинциях Кандагар, Забуль, Урузган и Дайкунди.
После возвращения из командировки в региональное командование «Юг», Афганистан, 4-я пехотная дивизия получила миссию Регионально распределённых сил армии в Европе. Прибыв в Европу 13 февраля 2015 года, 4-я пехотная дивизия выполняет функции командного элемента миссии в Европе. Div. Mission Command Element служит в качестве промежуточного штаба армии США в Европе, действуя в поддержку «Атлантическая решимость» (Atlantic Resolve).
Штаб 4-й пехотной дивизии стал первым штабом дивизионного уровня, развёрнутым в Европе в рамках концепции регионального распределения сил. MCE — это штабной элемент, предназначенный для обеспечения командования всеми сухопутными войсками США, участвующими в операции Atlantic Resolve, и контролирующий непрерывную, усиленную многонациональную подготовку и мероприятия по сотрудничеству в области безопасности с союзниками и партнерами в Восточной Европе, включая страны Эстонии, Литвы, Латвии, Польши, Румынии, Болгарии, Венгрии и Германии.
За участие в Первой мировой войне, Второй мировой войне, Вьетнаме, Ираке и Афганистане 4-я пехотная дивизия получила 22 знака отличия. Со времен Первой мировой войны 25 солдат были награждены высшей наградой страны — Медалью Почёта. Старший сержант Клинтон Л. Ромеша и старший сержант Тай Майкл Картер — два последних солдата, получивших высшую военную награду страны за исключительную храбрость и самоотверженные действия во время битвы за Камдеш на боевом посту Китинг, Афганистан, 3 октября 2009 года. Капитан Флорент А. Гроберг стал последним солдатом «Железного коня», получившим Медаль Почёта от президента, 12 ноября 2015 года.
С 15 января 2017 года 3-я бронетанковая бригада дивизии перебазирована в Восточную Европу. Место дислокации штаба бригады — военная база Жагань в Польше.

## Состав

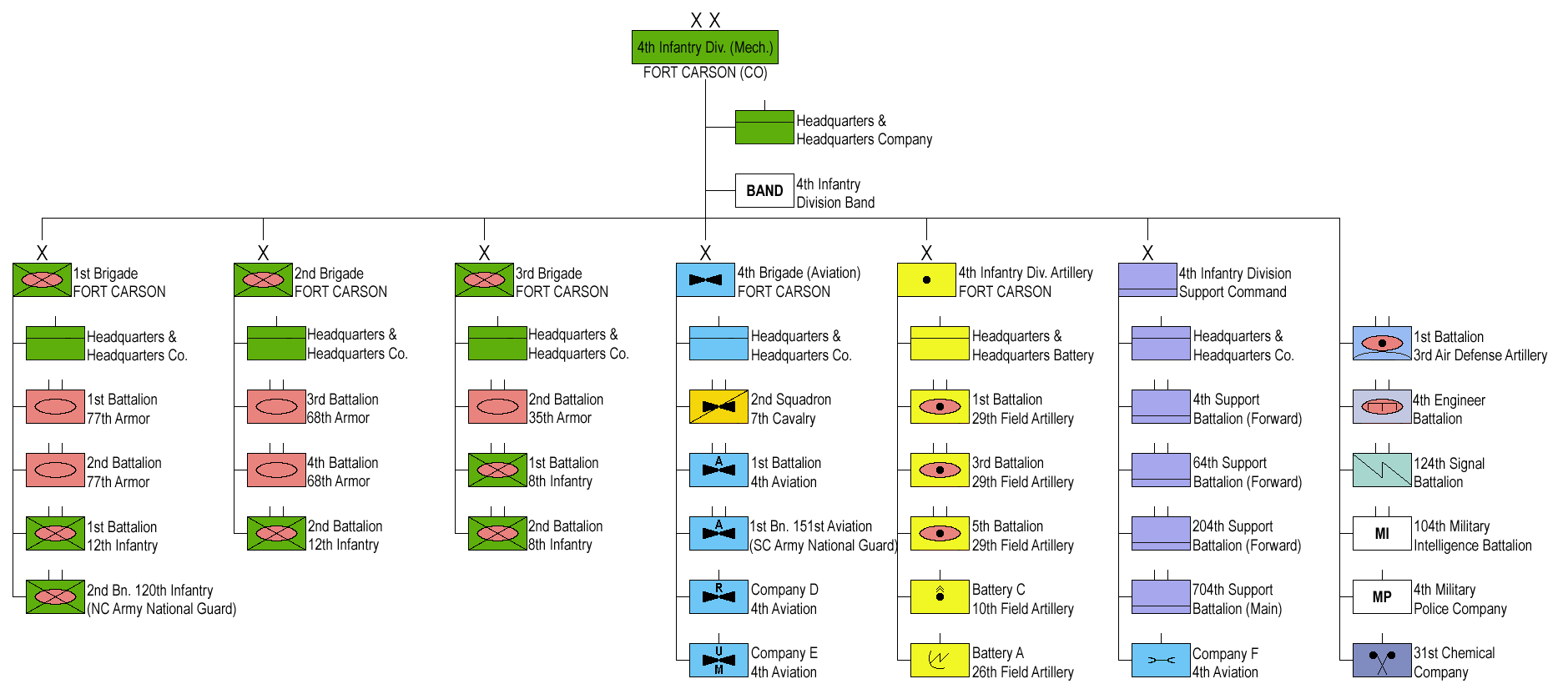
Состав дивизии в 1989 году.
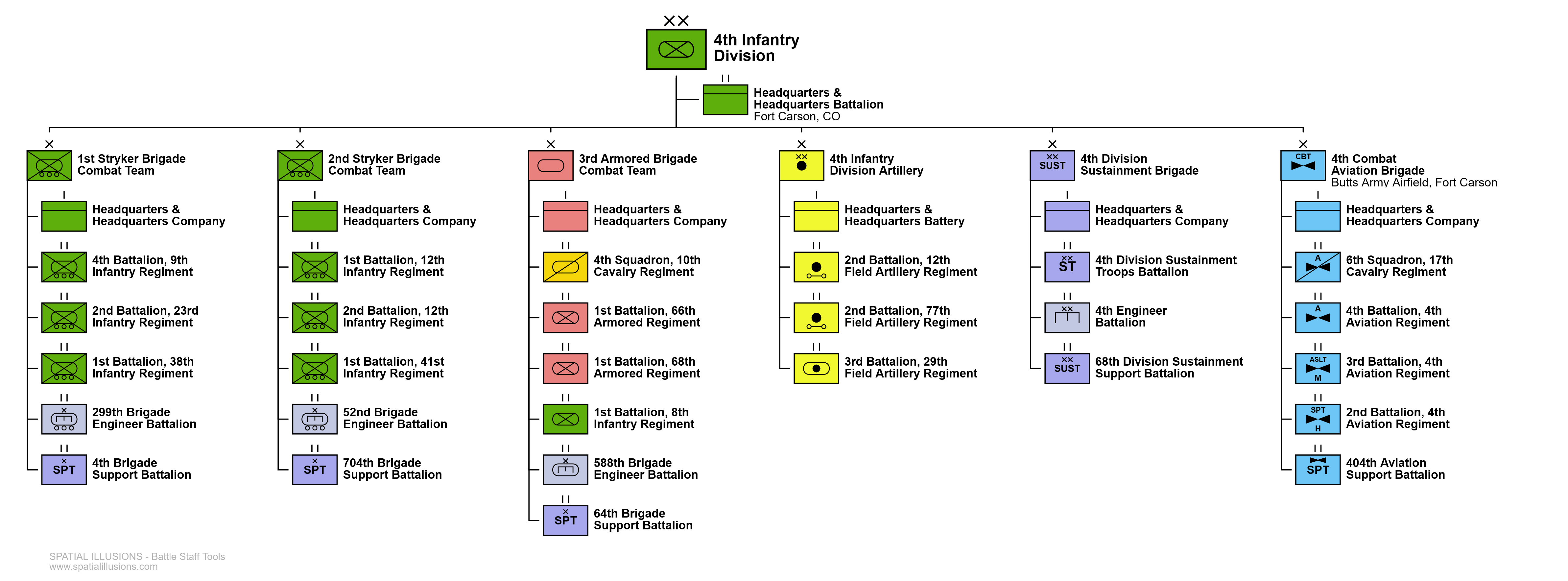
Состав дивизии в 2024 году.

- Штаб дивизии (Headquarters, 4th Infantry Division)
- 8-й пехотный полк (8th Infantry Regiment)
- 12-й пехотный полк (12th Infantry Regiment)
- 22-й пехотный полк (22nd Infantry Regiment)
- Батарея управления артиллерией (Headquarters and Headquarters Battery, 4th Infantry Division Artillery)
  - 20-й гаубичный артиллерийский дивизион (155 мм) (20th Field Artillery Battalion (155 mm))
  - 29-й гаубичный артиллерийский дивизион (105 мм) (29th Field Artillery Battalion (105 mm))
  - 42-й гаубичный артиллерийский дивизион (105 мм) (42nd Field Artillery Battalion (105 mm))
  - 44-й гаубичный артиллерийский дивизион (105 мм) (44th Field Artillery Battalion (105 mm))
- 4-й инженерный батальон (4th Engineer Combat Battalion)
- 4-й медицинский батальон (4th Medical Battalion)
- 4-я разведывательная рота (4th Cavalry Reconnaissance Troop (Mechanized))
- Управление специальных войск (Headquarters, Special Troops, 4th Infantry Division)
  - Рота управления (Headquarters Company, 4th Infantry Division)
  - 704-я лёгкая рота обслуживания боеприпасов (704th Ordnance Light Maintenance Company)
  - 4-я рота тылового обеспечения (4th Quartermaster Company)
  - 4-я рота связи (4th Signal Company)
  - Взвод военной полиции (Military Police Platoon)
  - Оркестр (Band)
- 4-й отряд Корпуса контрразведки (4th Counterintelligence Corps Detachment)

- Штаб и штабной батальон (Division Headquarters and Headquarters Battalion) (Форт-Карсон, Колорадо)[5]
- 1-я механизированная бригада «Рейдеры» (1st Stryker Brigade Combat Team «Raiders»)
  - Штаб и штабная рота (Headquarters and Headquarters Company)
  - 2-й эскадрон 1-го кавалерийского полка (2d Squadron, 1st Cavalry Regiment «1st Regiment of Dragoons»)
  - 1-й батальон 38-го пехотного полка (1st Battalion, 38th Infantry Regiment «Rock of the Marne»)
  - 2-й батальон 23-го пехотного полка (2d Battalion, 23d Infantry Regiment «Tomahawks»)
  - 4-й батальон 9-го пехотного полка (4th Battalion, 9th Infantry Regiment «Manchu»)
  - 2-й дивизион 12-го артиллерийского полка (2d Battalion, 12th Field Artillery Regiment «Viking»)
  - 299-й инженерный батальон (299th Brigade Engineer Battalion)
  - 4-й батальон поддержки бригады (4th Brigade Support Battalion)
- 2-я механизированная бригада «Горные воины» (2nd Stryker Brigade Combat Team «Mountain Warriors»)
  - Штаб и штабная рота (Headquarters and Headquarters Company)
  - 3-й эскадрон 61-го кавалерийского полка (3d Squadron, 61st Cavalry Regiment «Destroyers»)
  - 1-й батальон 12-го пехотного полка (1st Battalion, 12th Infantry Regiment «Red Warriors»)
  - 2-й батальон 12-го пехотного полка (2nd Battalion, 12th Infantry Regiment «Lethal Warriors»)
  - 1-й батальон 41-го пехотного полка (1st Battalion, 41st Infantry Regiment «Straight and Stalwart»)
  - 2-й дивизион 77-го артиллерийского полка (2d Battalion, 77th Field Artillery Regiment «Steel»)
  - 52-й инженерный батальон (52nd Brigade Engineer Battalion)
  - 704-й батальон поддержки бригады (704th Brigade Support Battalion «Blacksmiths»)
- 3-я бронетанковая бригада «Железная бригада» (3rd Armored Brigade Combat Team «Iron Brigade»)
  - Штаб и штабная рота (Headquarters and Headquarters Company)
  - 4-й эскадрон 10-го кавалерийского полка (4th Squadron, 10th Cavalry Regiment «BlackJack»)
  - 1-й батальон 66-го бронетанкового полка (1st Battalion, 66th Armor Regiment «Iron Knights»)
  - 1-й батальон 68-го бронетанкового полка(1st Battalion, 68th Armor Regiment «Silver Lions»)
  - 1-й батальон 8-го пехотного полка (1st Battalion, 8th Infantry Regiment «Fighting Eagles»)
  - 3-й дивизион 29-го артиллерийского полка (3d Battalion, 29th Field Artillery Regiment «Pacesetters»)
  - 588-й инженерный батальон (588th Brigade Engineer Battalion «Lone Star»)
  - 64-й батальон поддержки бригады (64th Brigade Support Battalion «Mountaineers»)
- Артиллерийское командование (4th Infantry Division Artillery)
  - Управление (Headquarters and Headquarters Battery)
- Бригада армейской авиации «Плющевые орлы» (Combat Aviation Brigade, 4th Infantry Division «Ivy Eagles»)
  - 6-й эскадрон (ударно-разведывательный) кавалерийского полка (6th Squadron (Attack/Reconnaissance), 17th Cavalry Regiment)
  - 2-й батальон (общей поддержки) 4-го авиационного полка (2d Battalion (General Support), 4th Aviation Regiment)
  - 3-й батальон (штурмовой) 4-го авиационного полка (3d Battalion (Assault), 4th Aviation Regiment)
  - 4-й батальон (ударно-разведывательный) 4-го авиационного полка (4th Battalion (Attack/Reconnaissance), 4th Aviation Regiment)
  - 404-й батальон тылового обеспечения (404th Aviation Support Battalion)
- Бригада поддержки (4th Infantry Division Sustainment Brigade «formally known as 43d Sustainment Brigade»)[6]
  - 43-й батальон специальных войск (4th Infantry Division Special Troops Battalion «formally known as 43d Special Troops Battalion»)
    - Штаб и штабная рота (Headquarters and Headquarters Company)
    - 22-я рота человеческих ресурсов (22nd Human Resources)
    - 115-я рота полевого питания (115th Quartermaster Field Feeding Company)
    - 152-я группа управления движением (152nd Movement Control Team)
    - 230-й отряд поддержки финансового управления (230th Finance Management Support Unit)
    - 534-я рота связи (534th Signal Company)
    - 573-я группа управления движением (573rd Movement Control Team)

  - 68-й батальон поддержки боевого обеспечения (68th Combat Sustainment Support Battalion)
    - Штаб и штабная рота (Headquarters and Headquarters Company)
    - 32-я транспортная рота (32nd Transportation Company)
    - 59-я квартирмейстерская рота (59th Quartermaster Company)
    - 60-я артиллерийско-техническая рота (60th Ordnance Company)
    - 183-я рота технического обслуживания (183rd Maintenance Company)
    - 247-я cмешанная рота снабжения (247th Composite Supply Company)

## Командиры
- 1954—1955: Ринальдо Ван Брунт[7]

## В культуре
- В компьютерной игре «Brothers in Arms: Road to Hill 30», в миссии «Засада у моря» игрок со своим отрядом должен объединиться с бойцами 4-й пехотной дивизии на побережье Нормандии.